# ایست بلایت (کالیفرنیا)
ایست بلایت (به انگلیسی: East Blythe) یک منطقهٔ مسکونی در ایالات متحده آمریکا است که در شهرستان ریورساید، کالیفرنیا واقع شده‌است. ایست بلایت ۱٫۳ کیلومتر مربع مساحت و ۳ نفر جمعیت دارد و ۸۲ متر بالاتر از سطح دریا قرار دارد.